# Kotlina Trzebońska
Kotlina Trzebońska, (czes. Třeboňská pánev) – mezoregion w obrębie Masywu Czeskiego, leżący w południowo-zachodniej części Wyżyny Czeskomorawskiej, stanowi zachodnią część Kotlin Południowoczeskich.
Kotlina Trzebońska położona jest w południowej części Czech, na południe od Pragi, przy granicy z Austrią. Jej powierzchnia wynosi 1360 km². Jest to alpejskie (trzeciorzędowe) zapadlisko tektoniczne o średniej wysokości  457 m n.p.m. Najwyższe wzniesienie Baba 583 m n.p.m. znajdująca się na  Progu Liszowskim.
Podłoże zbudowane jest ze skał metamorficznych Moldanubikum oraz osadowych permskich, górnokredowych (senońskich) i neogeńskich.
Leży w dorzeczu Łaby, większa część powierzchni odwadniana jest przez rzekę Lužnice, dopływ Wełtawy.
Graniczy na południowym zachodzie i południu z Przedgórzem Nowohradskim (czes. Novohradské podhůří), na zachodzie z Kotliną Czeskobudziejowicką (czes. Českobudějovická pánev), na północnym zachodzie z Wyżyną Taborską (czes. Táborská pahorkatina), północnym wschodzie z Wyżyną Krzemesznicką (czes. Křemešnická vrchovina) i na wschodzie z Wyżyną Jaworzycką (czes. Javořická vrchovina).

## Podział
Kotlina Trzebońska:
- Próg Liszowski (czes. Lišovský práh)
- Niecka Łomnicka (czes. Lomnická pánev)
- Pogórze Kardoszerzecickie (czes. Kardošeřečická pahorkatina)

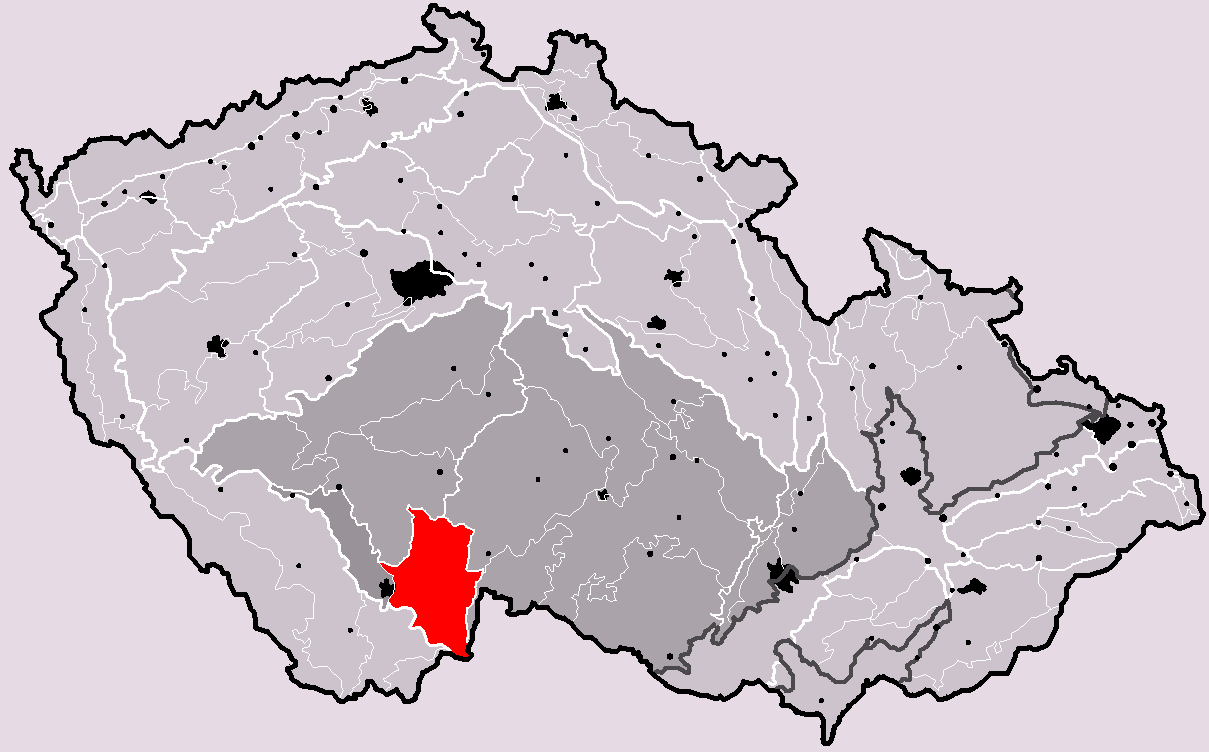
Położenie Kotliny Trzebońskiej